# Dahlica pseudoachajensis
Dahlica pseudoachajensis is een vlinder uit de familie zakjesdragers (Psychidae). De wetenschappelijke naam van deze soort is voor het eerst geldig gepubliceerd in 1990 door Stengel.
De soort komt voor in Europa.